# Caenimicrobium
Caenimicrobium es un género de bacterias gramnegativas de la familia Alcaligenaceae. Actualmente (2023) sólo contiene una especie: Caenimicrobium hargitense. Fue descrito en el año 2017. Su etimología hace referencia a lodo. El nombre de la especie hace referencia a Hargita, el nombre en latín de las montañas Harghita, Rumania. Es aerobia e inmóvil. Tiene un tamaño de 0,6-0,8 μm de ancho por 1,1-2,2 μm de largo. Catalasa y oxidasa positivas. Forma colonias circulares, elevadas y de color beige. Temperatura de crecimiento entre 4-65 °C. Tiene un contenido de G+C de 62,3%. Se ha aislado de lodos activados de un biorreactor en Rumania. 